# تاريخ ولاية الجزائر
تاريخ ولاية الجزائر ثري وغني بالأحداث منذ العصر الحجري القديم إلى غاية من الاحتلال الفرنسي سنة 1962م ضمن تاريخ الجزائر العام.

## الفينيقيون
قدم الفينيقيون إلى سواحل ولاية الجزائر بعد أن نقلوا مناطق نفوذهم التّجاري من صيدون اللبنانية إلى الحوض الغربي من البحر الأبيض المتوسط ما بين سنتي 1200 و300 قبل الميلاد.
فاستقرّوا في صقلية، و«يوتيقا» (المدينة العتيقة) في تونس اليوم، ومالطة قبل أن يصلوا إلى سواحل الجزائر، مُراعين في اختيارهم لمستعمراتهم البحريّة المركز التّجاري والموقع الطّبيعي لإنشاء المرافئ.
وبذلك تم إنشاء مرفأ إكوزيوم، الذي معناه جزيرة النوارس، في ساحل القصبة الحالية أثناء القرن الخامس قبل الميلاد كمحطة تجارية فينيقية.
ومن مثل هذا المرفأ انطلق الفينيقيون إلى جنوبي سردينيا، والجزر المجاورة لها كجزر البليار، ومن ثمّ خطّوا نحو «ترشيش» في إسبانيا حيث حوّلوا إحدى محطّاتهم التّجاريّة إلى مستعمرة.

## مملكة نوميديا

مملكة نوميديا

كان إقليم ولاية الجزائر امبراطوريا تحت سلطة مملكة نوميديا الأمازيغية التي كانت عاصمتها سيرتا، والتي تأسست سنة 300 قبل الميلاد.
وقد كانت مملكة نوميديا قائمة في الجزائر الحالية، وتمتد من غرب تونس الحالية وجزء من ليبيا الحالية حتى حدود إقليم برقة إلى شرق المغرب الحالي.
وتعتبر من أشهر الممالك القديمة للأمازيغ وأكثرها قدما.
وكانت منطقة جزائر بني مزغنة تقع متوسطة ما بين مملكةماسيليا التي كانت تقع في شرق الجزائر ومملكة ماسيسيليا التي شملت غرب الجزائر.

## موريطانيا القيصرية

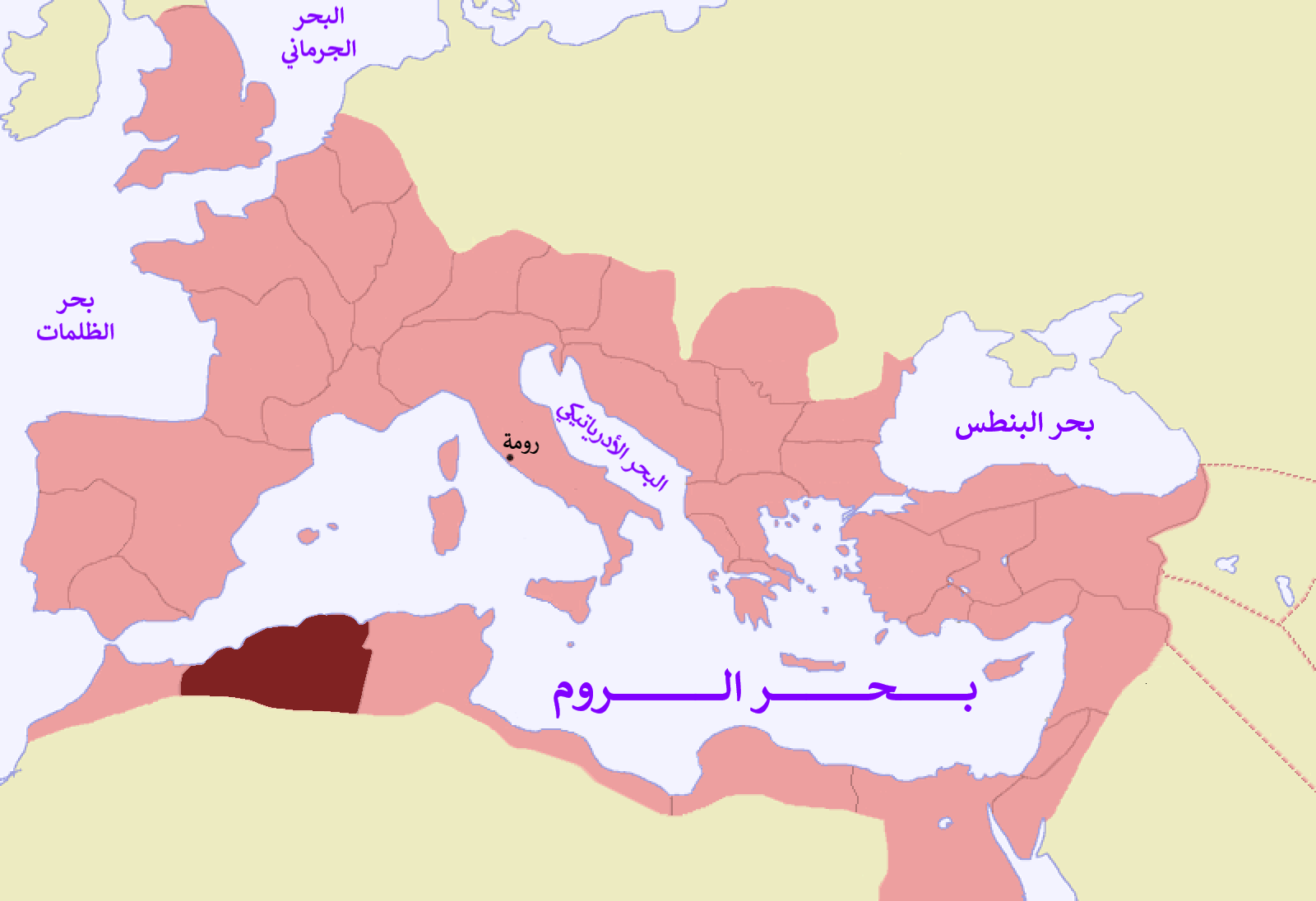
موريتانية القيصرية باللون الرماني الداكن

أثناء الوصاية الرومانية على شمال أفريقيا، نشأت مملكة أمازيغية في سنة 41 قبل الميلاد كان اسمها موريطانيا القيصرية وذلك على امتداد مساحة ولاية الجزائر الحالية، وكانت تتبع روما.
وقد سميت بموريطانيا القيصرية نسبة لمدينة القيصرية عاصمة المملكة، التي هي مدينة شرشال حاليا، وكانت تمتد على الشمال الجزائري حاليا تحدها شرقا مملكة إفريقية قرطاج (تونس) وغربا مملكة موريتانيا الطنجية (شمال المغرب حاليا).
ومن أشهر ملوكها يوبا الأول ويوبا الثاني زوج كليوباترا سيليني الثانية ابنة الملكة كليوباترا.

## الوندال

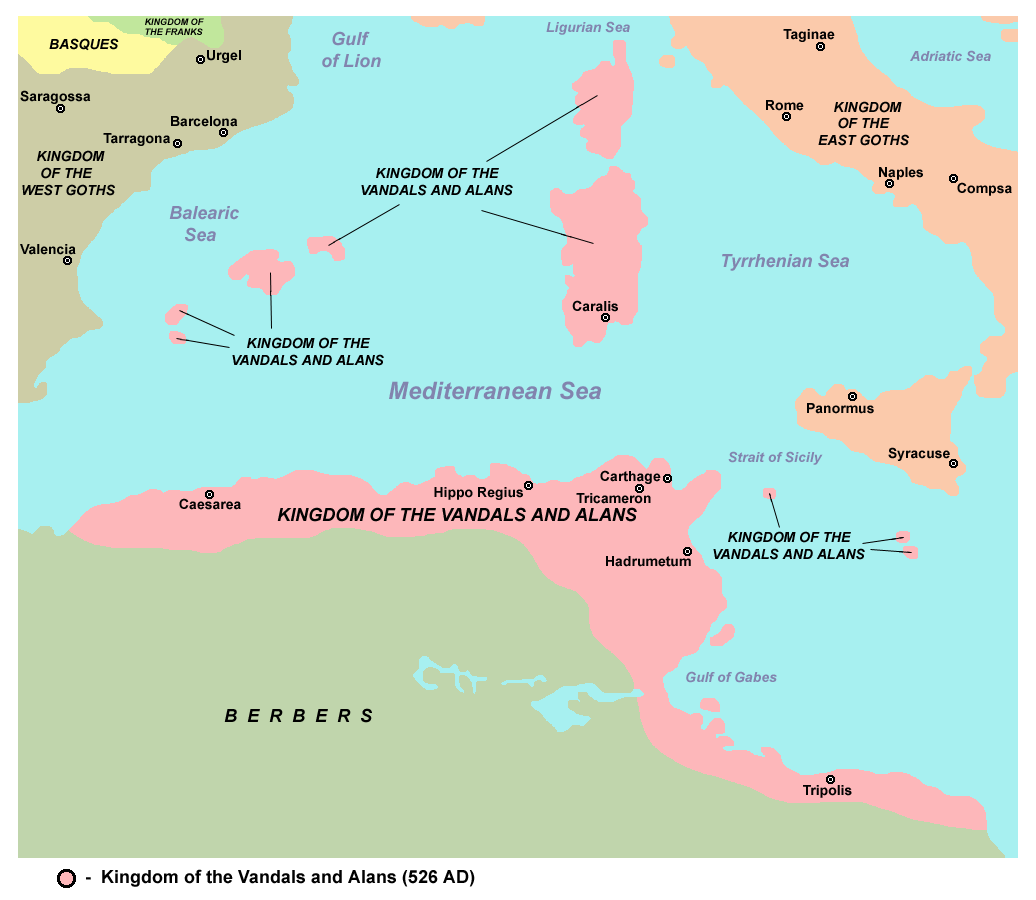
مملكة الوندال

صارت منطقة ولاية الجزائر مقاطعة تابعة للوندال ابتداء من سنة 429م بعد قدومهم من أوروبا إلى شمال أفريقيا.
والوندال هم إحدى القبائل الجرمانية الشرقية التي اقتطعت شمال أفريقيا في القرن الخامس الميلادي وأسست لها دولة في جنوب البحر الأبيض المتوسط مركزها مدينة قرطاج وضموا إليها جزيرة صقلية والعديد من الجزر البحرية.
ولقد امتدت فترة مملكة الوندال ما بين سنتي 432م و534م قبل اضمحلالها.

## البيزنطيون

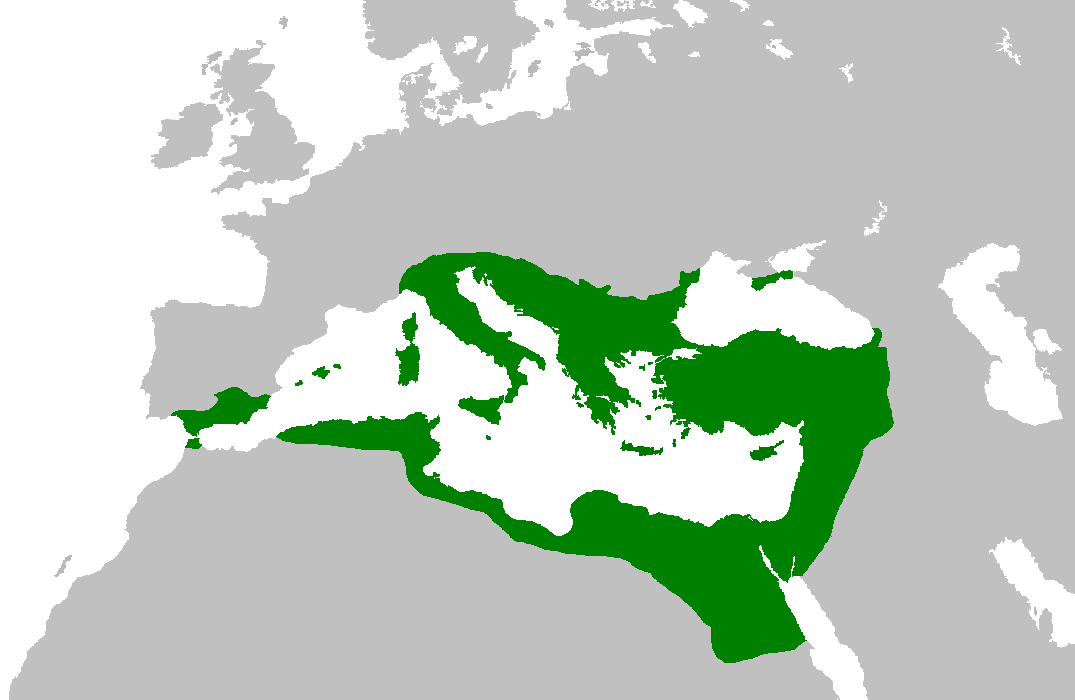
الإمبراطورية البيزنطية

امتد نفوذ الإمبراطورية البيزنطية إلى منطقة الجزائر ابتداء من سنة 534م إلى غاية سنة 696م.
وقد بدأ الاستحواذ على شمال أفريقيا في عام 533م، عندما أرسل جستنيان قائده بيليساريوس لاستعادة إقليم إفريقية السابق من الفاندال الذين كانوا قد سيطروا عليه منذ 429م وكانت عاصمته قرطاجة.
وقد نجح بيليساريوس في ذلك بسهولة عجيبة، لكنه لم يستطع إخضاع القبائل الكبرى المحلية، ومن بينها قبائل بني مزغنة، حتى سنة 548م.

## الفتح الإسلامي

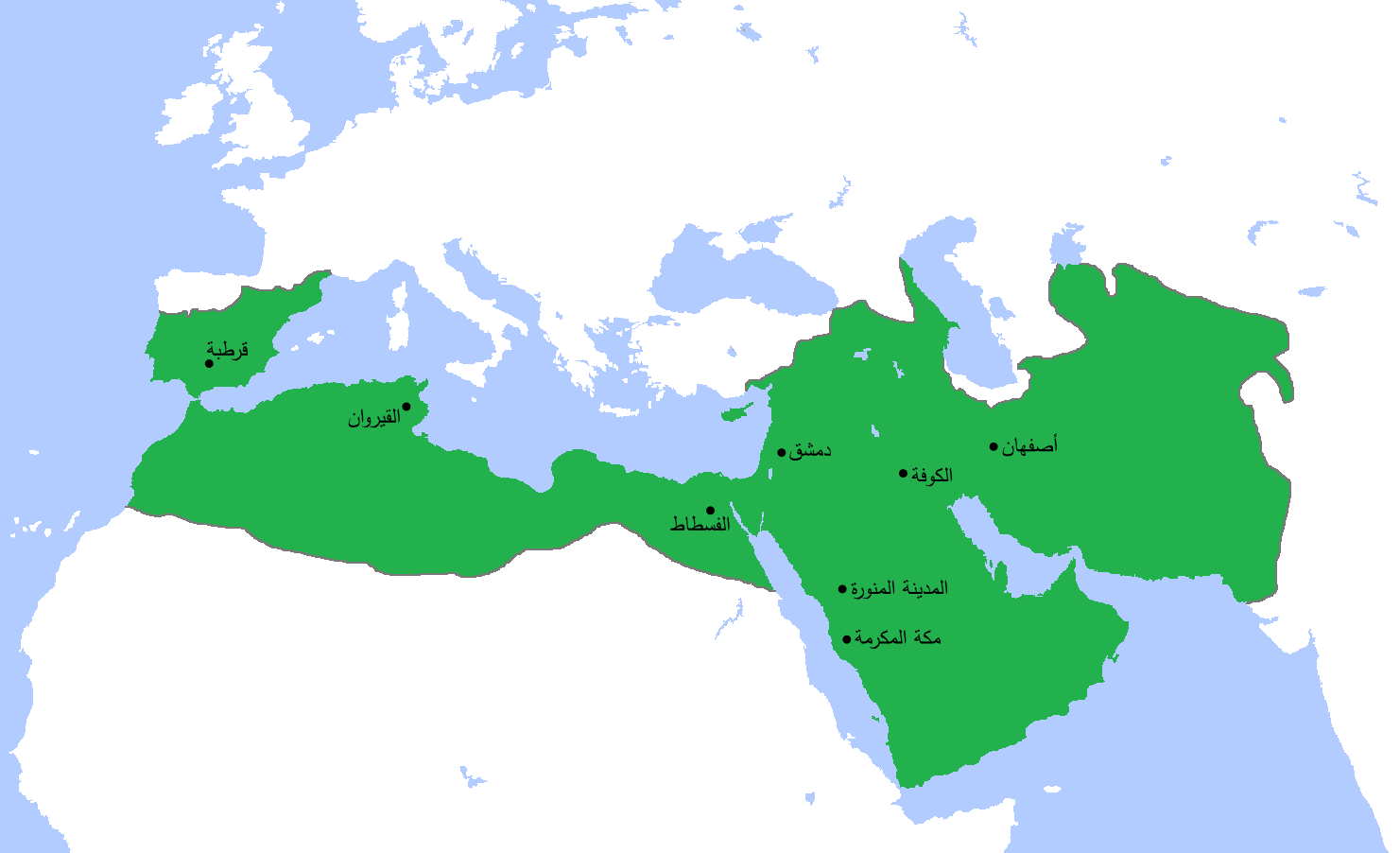
انتشار الدولة الأموية

رغم أن الفتح الإسلامي للمغرب بدأ في سنة 642م، إلا أنه لم يستقر في منطقة الجزائر إلا في سنة 696م بعد طرد البيزنطيين منها.
ولقد كان عهد الخليفة عبد الملك بن مروان حاسما في طرد البيزنطيين من المغرب الأوسط حيث تقع ولاية الجزائر الحالية.
فقام القائد المسلم حسان بن النعمان بضم هذه المنطقة المتوسطية إلى الدولة الأموية وأنشأ مدينة تونس لتكون مرتكزا للمسلمين قبل مواصلتهم التقدم نحو صقلية والأندلس.
وقد تولّى قبله زهير بن قيس البلوي قيادة جبهة المغرب بعد موت عقبة بن نافع، لكنّه قتل بدوره في كمين بيزنطيٍّ خلال عودته نحو المشرق.
فعيَّن عبد الملك بن مروان القائد حسان بن النعمان مكان زهير وأعطاه جيشاً ضخماً من الشام ومصر قوامه 40,000 مقاتل، وتمكّن إثر ذلك من القضاء على الوجود البيزنطيّ في شمال أفريقيا، كما دمّر مدينة قرطاجنة - أكبر مركز بيزنطي في المنطقة - بعد أن اقتتل فيها مع الروم وأجبرهم على الهرب نحو صقلية والأندلس.
ولما وصله المدد من المشرق توجَّه إلى إلى منطقة جزائر بني مزغنة ثم واصل نحو فتح فاس وجلّ المغرب الأقصى، وبنى قربَ قرطاجنة مدينة تونس التي لا زالت قائمة إلى اليوم.

## البحرية الإسبانية
قام الإسبانيون بإنشاء قلعة بحرية مقابلة لساحل ولاية الجزائر على مستوى الجزائر لمراقبة الملاحة في هذا الخليج المتوسطي الإستراتيجي.
لذلك قام الكونت بيدرو نافارو في سنة 1510م ببناء قلعة البينيون على الجزيرة المركزية من هذه الجزر الأربعة.
وقد أقيمت هذه القلعة الحصينة المسماة بالإسبانية "El Peñón de Argel" على مجموعة أربع جزر صغيرة مقابلة لمدينة القصبة الحالية قبل إنشاء الميناء العصري الحالي.

## الحكم العثماني
يعود تاريخ أول تقسيم عصري لولاية الجزائر لحسان باشا في 1548 أثناء الحكم العثماني للجزائر. فلكي يدير جيدا المقاطعات قرر إنشاء بايلك التيطري في الوسط 1548،بايلك مازونة في الغرب 1565 وبايلك قسنطينة في الشرق 1567.
مقاطعة الجزائر التي كانت تدعى أيضا بدار السلطان التي كانت تحت الحكم المباشر للداي يديرها آغا وأربعة قياد أتراك ضمت أراضي تقع فيها مدن البليدة ، القليعة، شرشال، دلس والعاصمة.

دار السلطان هي أحد بايلكات أيالة الجزائر وعاصمتها التي يقيم بها الداي وتمتد دار السلطان على محيط مدينة الجزائر وتمتد من مدينة شرشال غرباً حتى دلس شرقاً ومن البحر الأبيض المتوسط سمالاً وحتى حدود بايلك التيطري جنوباً.

### وصف
دار السلطان هي مقاطعة إدارية جزائرية كانت توضع مباشرة تحت سلطة الداي حيث كان يديرها نيابة عنه آغا العرب الذي هو وزير في الحكومة أو الديوان الصغير ثم مجلس القوات ثم مجلس الحكومة يعاونه في مهامه أربع موظفون يطلق عليهم مصطلح قياد.
وكان للداي في مدينة الجزائر مجلس وزراء لا يتخذ الباشا أمرا بدون استشارته وأخذ رأيه ويتألف من ستة أشخاص:
1– خوجة الخيل: وهو وزير الحرب والناظر على أملاك الدولة.
2– وكيل الحرج: وهو وزير البحر والتموين والناظر على أعمال القرصنة.
3– الخزناجي: وهو وزير المال وضابط حسابات الدولة.
4– الآغا: وهو القائد العام للجند البري.
5– القبودان رايس: وهو القائد العام لجند البحر.
6– الباش كاتب: وهو رئيس ديوان الإنشاء.

### مجلس الوزراء
كان يجتمع مع مجلس الوزراء كبار رجال الدين قضاة ومفتيين وأئمة ونقيب الأشراف وإلى جانب هذا المجلس الحكومي، الذي ينظر في المصالح العامة كان يوجد مجلس الديوان العسكري وفيه رؤساء الجنود وله تأثير عظيم على الحياة العامة.في البلاد
بحيث أنه لا يكاد يتسلم كرسي الباشوية إلا من قدمه الديوان إليه وكذلك مجلس الرياس أو الطائفة، أي رؤساء المراكب الجهادية. ولهذا المجلس أيضا نفوذ كبير. أما إقامة العدل بين الناس فقد كانت من اختصاص القا ضي الأكبر وهو من علماء الترك يقدم من الأستانة. وتحت نظرة القضاة المنتشرون في كل أنحاء البلاد منهم ذو الأصل التركي ومنهم العربي ومنهم البربري. ويقوم في الجزائر مجلس القضاة الأعلى فيه قاضي القضاة والمفتون والقضاة من مذهبي المالكية والحنفية ووظيفة هذا المجلس إعادة النظر في أحكام القضاة فهو بمثابة مجلس استئناف شرعي. وكان فوق ذلك يجتمع هذا المجلس نفسه تحت رئاسة الباشا ويحضره جمهور الفقهاء والعلماء لينظر في القضايا الكبرى ويكون بمثابة محكمة الإستئناف.

### التنظيم الإداري
كانت دار السلطان مقسمة إلى أوطان تعتبر الوحدات الإدارية الموجودة بكل بايلك، وكان لكل وطن مسؤول يحمل اسم قائد، ويتسلم عند تعيينه من قبل الآغا ختما وبرنوسا أحمر، وكانت مهمته مدنية وعسكرية في الوحدة الإدارية التي توضع تحت تصرفه.
وكان القائد هو الممثل الرسمي للسلطة في منطقته حيث يتكفل بجميع الضرائب والمحافظة على الأمن العام والاتصال بالسلطات العليا عند الضرورة.
وكان يتفرع عن وطن مجموعة من الدواوير، يرأس كل واحد شخص يحمل اسم (شيخ) يختار في أغلب الأحيان من بين شيوخ القرية أو الدوار الذي يحكمه وفق مواصفات محددة.
وكان السكان في دار السلطان مقسمين إلى ثلاثة مجموعات:
1- المجموعة الأولى: هي قبائل المخزن التي تتعاون مع الحكام في جمع الضرائب والمحافظة على الأمن، ومقابل ذلك تعفى تلك القبائل من دفع الضرائب.
2- المجموعة الثانية: تعرف بقبائل الدائرة ومهمتها تمويل الجيش بالرجال والمال عند الضرورة، مقابل ذلك أعفي أبناؤها من الضرائب في بعض الأحيان.
3- المجموعة الثالثة: هي قبائل الرعية وهي قبائل محرومة من كل الحقوق، ويدفعون الضرائب بانتظام وتسلط عليهم العقوبات إن هم قصروا في ذلك.
وقد كان النظام السياسي والإداري لدار السلطان متطورا ومحكما، وهو نظام هرمي له سلطة فوقية مرتبطة بالسلطة المركزية في مدينة الجزائر.

### الأوطان
كانت دار السلطان تحيط بها سبعة أوطان هي: وطن حجوط، وطن بني موسى، وطن بني خليل، وطن الخشنة، وطن بني عيشة، وطن يسر، وطن بني جعد.
|              |              |              |              |              |              |  |  |                |                |                |                | أوطان دار السلطان |                |  |  |                     |                     |                     |                     |                     |                     |  |  |                  |                  |                  |                  |                  |                  |  |  |  |  |  |  |  |  |  |  |  |  |  |  |  |  |  |  |  |  |  |  |  |  |
|              |              |              |              |              |              |  |  |                |                |                |                |                   |                |  |  |                     |                     |                     |                     |                     |                     |  |  |                  |                  |                  |                  |                  |                  |  |  |  |  |  |  |  |  |  |  |  |  |  |  |  |  |  |  |  |  |  |  |  |  |
|              |              |              |              |              |              |  |  |                |                |                |                |                   |                |  |  |                     |                     |                     |                     |                     |                     |  |  |                  |                  |                  |                  |                  |                  |  |  |  |  |  |  |  |  |  |  |  |  |  |  |  |  |  |  |  |  |  |  |  |  |
| حجوط         | حجوط         | حجوط         | حجوط         | حجوط         | حجوط         |  |  | بني عائشة      | بني عائشة      | بني عائشة      | بني عائشة      | بني عائشة         | بني عائشة      |  |  | الخشنة              | الخشنة              | الخشنة              | الخشنة              | الخشنة              | الخشنة              |  |  | بني موسى         | بني موسى         | بني موسى         | بني موسى         | بني موسى         | بني موسى         |  |  |  |  |  |  |  |  |  |  |  |  |  |  |  |  |  |  |  |  |  |  |  |  |
| حجوط         | حجوط         | حجوط         | حجوط         | حجوط         | حجوط         |  |  | بني عائشة      | بني عائشة      | بني عائشة      | بني عائشة      | بني عائشة         | بني عائشة      |  |  | الخشنة              | الخشنة              | الخشنة              | الخشنة              | الخشنة              | الخشنة              |  |  | بني موسى         | بني موسى         | بني موسى         | بني موسى         | بني موسى         | بني موسى         |  |  |  |  |  |  |  |  |  |  |  |  |  |  |  |  |  |  |  |  |  |  |  |  |
| :المدن .حجوط | :المدن .حجوط | :المدن .حجوط | :المدن .حجوط | :المدن .حجوط | :المدن .حجوط |  |  | :المدن .الثنية | :المدن .الثنية | :المدن .الثنية | :المدن .الثنية | :المدن .الثنية    | :المدن .الثنية |  |  | :المدن .خميس الخشنة | :المدن .خميس الخشنة | :المدن .خميس الخشنة | :المدن .خميس الخشنة | :المدن .خميس الخشنة | :المدن .خميس الخشنة |  |  | :المدن .الأربعاء | :المدن .الأربعاء | :المدن .الأربعاء | :المدن .الأربعاء | :المدن .الأربعاء | :المدن .الأربعاء |  |  |  |  |  |  |  |  |  |  |  |  |  |  |  |  |  |  |  |  |  |  |  |  |

## الاحتلال الفرنسي
في 9 ديسمبر 1848، أنشأ الفرنسيون محافظة الجزائر التي كانت عبارة عن منطقة من مقاطعة الجزائر الفرنسية. تربعت المحافظة على مساحة 54.861 كم وضمت 6 مقاطعات وهي سور الغزلان، البليدة، المدية، مليانة، الشلف وتيزي وزو
وجرى في 20 مايو 1957 تقسيم إداري جديد للجزائر قسمها إلى 12 محافظة، وصارت محافظة الجزائر لا تضم سوى مقاطعتين هما البليدة والدار البيضاء و67 بلدية لمساحة قدرت ب 3.393 كم مربع.
Alger 1896 الجزائر العاصمة عام على يوتيوب

## بعد استقلال الجزائر

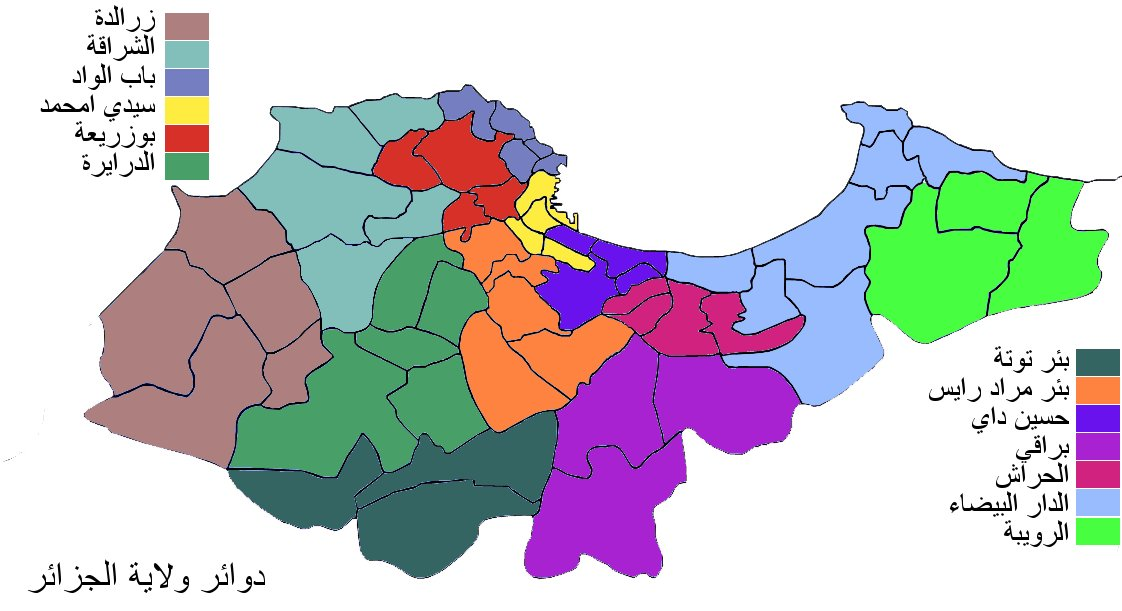
دوائر ولاية الجزائر

شهدت ولاية الجزائر العاصمة تقلصا لمساحتها في هذه الفترة، ففي 1974م انفصلت كل من البليدة والبويرة كولايتين جديدتين. ولحقتهما كل من ولاية بومرداس وولاية تيبازة في تقسيم 1984م.
في 2 أوت 1997م، ظهر تنظيم جديد بإنشاء محافظة الجزائر الكبرى التي تقوم مكان ولاية الجزائر وترأسها أول وزير محافظ الشريف رحماني. وفي هذا التنظيم ارتفع عدد بلديات ولاية الجزائر إلى 57 بلدية بعد أن كانت 33 بلدية وهذا بضمها مناطق من ولايات البليدة وتيبازة وبومرداس. لكن الأمر لم يستمر طويلا، حيث صدر في الفاتح مارس 2000م قرار بحل محافظة الجزائر الكبرى لمخالفتها أحكام الدستور الجزائري وتعود للوجود ولاية الجزائر مع احتفاظها بالحدود التي ورثتها عن التنظيم القديم.